# 苗栗崖爬藤
苗栗崖爬藤（学名：Tetrastigma bioritsensis）为葡萄科崖爬藤屬下的一个种。

## 扩展阅读
- 維基物種上的相關：苗栗崖爬藤